# Močidlec
Močidlec (německy Modschiedl) je vesnice, část obce Pšov v okrese Karlovy Vary v Karlovarském kraji. Nachází se asi čtyři kilometry východně od Pšova. Prochází zde silnice II/205. Močidlec je také název katastrálního území o rozloze 10,12 km².

## Historie
První písemná zmínka o vesnici pochází z roku 1204.

## Obyvatelstvo
Při sčítání lidu v roce 1921 zde žilo 379 obyvatel (z toho 170 mužů), z nichž bylo 376 Němců a tři cizinci. Kromě čtyř evangelíků a čtyř židů se hlásili k římskokatolické církvi. Podle sčítání lidu z roku 1930 měla vesnice 370 obyvatel: dva Čechoslováky, 367 Němců a jednoho cizince. Kromě dvou židů byli římskými katolíky.
| Rok            | 1869 | 1880 | 1890 | 1900 | 1910 | 1921 | 1930 | 1950 | 1961 | 1970 | 1980 | 1991 | 2001 | 2011 | 2021 |
| -------------- | ---- | ---- | ---- | ---- | ---- | ---- | ---- | ---- | ---- | ---- | ---- | ---- | ---- | ---- | ---- |
| Počet obyvatel | 357  | 418  | 413  | 363  | 392  | 379  | 370  | 225  | 211  | 132  | 92   | 78   | 75   | 63   | 74   |
| Počet domů     | 68   | 76   | 80   | 79   | 78   | 78   | 80   | 60   | 47   | 39   | 35   | 43   | 43   | 36   | 40   |

## Obecní správa
Při sčítání lidu v letech 1869–1950 Močidlec byl samostatnou obcí, se kterým patřil nejprve do okresu Žlutice, ale v roce 1950 v okrese Toužim. V letech 1961–1979 byl částí obce Novosedly v okrese Karlovy Vary. Od 1. července 1979 je částí města Žlutice v okrese Karlovy Vary. V roce 1950 k obci patřily Kolešov a Vladořice.

## Pamětihodnosti
- Kostel svatého Jakuba Většího
- Fara čp. 38
- Socha svatého Jana Nepomuckého
- Socha Ecce Homo
- Sloup se sousoším Nejsvětější Trojice